# Nicolas Lancret
Nicolas Lancret, francoski slikar, * 22. januar 1690, Pariz, Francija, † 14. september 1743, Pariz.
Znan je bil kot sijajen slikar lahkotne komedije, ki je odražala okuse in manire francoske družbe v času regentstva vojvode Orleanskega in kasneje zgodnje vladavine kralja Ludvika XV.

## Kariera
Lancretov prvi mojster je bil Pierre d'Ulin, toda njegovo poznanstvo in občudovanje Watteauja ga je spodbudilo, da je zapustil Ulina in odšel k Gillotu, čigar učenec je bil Watteau. Lancret, ki je ostal Gillotov učenec v letih 1712–1713, je bil pod močnim vplivom starejšega slikarja, čigar značilne vitke figure lahko najdemo v številnih mlajših delih njegovega učenca. Dve sliki, ki ju je Lancret naslikal in razstavil na trgu Place Dauphine, sta doživeli velik uspeh, kar je postavilo temelje njegovega bogastva in menda odtujilo Watteauja, ki je bil pohvaljen kot njun avtor. Leta 1718 je bil sprejet kot akademik, od takrat pa je postal zelo cenjen umetnik, zlasti med oboževalci Watteauja. Končal je dela za okrasitev Versajske palače, medtem ko se je njegov slog kasneje izkazal za priljubljenega pri Frideriku II. Velikem. Lancretova priljubljenost se je odražala v odločitvi, da ga leta 1735 postavijo za svetnika na Akademiji.

## Delo, stil in zapuščina
Lancret je dokončal številne slike, od katerih je bil pomemben delež (več kot osemdeset) graviranih. Čeprav je dokončal več portretov in zgodovinskih del, so bile njegove najljubše teme plesi, sejmi, vaške poroke in podobno. V tem pogledu je bil značilen za rokokojske umetnike. Nekateri so trdili, da je Lancretovo delo bistveno slabše od Watteaujevega. Pri risanju in slikanju se njegov dotik pogosto šteje za inteligenten, a suh; umetnostni zgodovinar Michael Levey je pripomnil, da Lancret »ni bil pesnik, temveč očarljiv esejist«. Lancretove značilnosti so morda posledica dejstva, da se je nekaj časa šolal pri graverju.
Na splošno velja, da je umetnik svoja najboljša dela ustvaril proti koncu svojega življenja, pri čemer je v glavah več umetnostnih zgodovinarjev pokazal vse večjo sposobnost ustvarjanja občutka harmonije med umetnostjo in naravo, kot v Montreir de lanterne magique in pripravljenost, da svojim, zdaj bolj zajetnim, figuram zagotovi trdnejše mesto v svojih kompozicijah. Te spremembe so pokazale vpliv poznejših Watteaujev, kot je Gersaintov izvesek. Lancretovo zadnjo sliko, Družina na vrtu, Narodna galerija, Levey šteje za svojo 'mojstrovino'. Prizor, ki prikazuje družino, ki pije kavo, kaže intimnost in kanček humorja, ki veljata za očarljiva. Videti je tekoče linije dela, rokokojsko harmonijo pastelnih barv, slikarski slog in očarljivo temo (mlado dekle s širokimi očmi, obkroženo s svojo srečno družino in naravnim, a nenevarnim okoljem, ki poskuša svojo prvo kavo) prikazati občutljiv občutek vitalnosti in svežine, ki napovedujeta dela Thomasa Gainsborougha in Jean-Honoréja Fragonarda.
Britanski muzej ima občudovanja vredno serijo Lancretovih študij z rdečo kredo, Narodna galerija, London pa prikazuje štiri slike - Štiri dobe človeka (vgravirala Desplaces in l'Armessin), ki jih je d'Argenville navedel med glavnimi Lancretovimi deli.

## Osebno življenje
Lancret je bil velik del življenja samski; vendar se je leta 1741 poročil z 18-letno vnukinjo Boursaulta, avtorja Ezopa na dvoru. Domnevno naj bi se Lancret z njo poročil, potem ko je našel njo in njeno umirajočo mamo, kako živita v revščini v podstrešni sobi in izvedel, da bo hči kmalu prisiljena v samostan. Lancret je umrl zaradi pljučnice 14. septembra 1743.

## Galerija
- La Servante justifiée, 1735-1740
- Le jeu des quatre-coins
- Obuvanje drsalk, Nationalmuseum, 1743
- Lit de Justice tenu au parlement à la majorité de Roi (Ludvik XV.)
- Slepe miši, Nationalmuseum Sweden artwork ID: 17847